# Eucarpio Espinosa
Eucarpio Espinosa Fuenzalida (* 1867 in Vichuquén; † 6. Januar 1934 in Santiago de Chile) war ein chilenischer Maler.
Espinosa studierte an der Academia de Pintura bei Juan Mochi, Pedro Lira und Cosme San Martín.  Danach nahm er noch Unterricht bei Alfredo Valenzuela Puelma. Von 1896 bis 1904 war er Kunstlehrer am Liceo de Hobres in Talca.
1906 erhielt er ein staatliches Stipendium für einen Studienaufenthalt in Europa. An der Academie Jullien in Paris war er Schüler von Jean Paul Lorens. Im ersten Jahr seines Studiums erhielt er eine Ausstellung im Salon der Société des artistes français.  Aufgrund der schwierigen Haushaltssituation nach dem Erdbeben in Valparaíso im Sommer 1906 wurde ihm 1907 die staatliche Förderung gestrichen, und er musste nach Chile zurückkehren.
1911 kam Espinosa erneut nach Paris. Er trat dort in die Academia Grand Chaumiere ein und studierte bei Richard Müller und Jules Simon. Ab 1913 lebte er wieder in Chile. Die Werke Espinosas wurden bei Ausstellungen in Chile, Frankreich, Spanien und den USA gezeigt. Er wurde mehrfach ausgezeichnet, u. a. mit einer Goldmedaille bei der  Exposición Internacional in Santiago 1910 und einem Zweiten Preis bei der  Exposición Internacional in Savilla 1920. Das Instituto Cultural de Providencia veranstaltete 19823 eine Retrospektive seiner Werke. Gemälde Espinosas befinden sich u. a. in der Sammlung des Museo Nacional de Bellas Artes.

## Quelle
- Museo Nacional de Bellas Artes - Eucarpio Espinosa
- Pontificia Universidad Católica de Chile - Retrospectiva: Eucarpio Espinosa (1867-1934)

| Personendaten    | Personendaten                 |
| ---------------- | ----------------------------- |
| NAME             | Espinosa, Eucarpio            |
| ALTERNATIVNAMEN  | Espinosa Fuenzalida, Eucarpio |
| KURZBESCHREIBUNG | chilenischer Maler            |
| GEBURTSDATUM     | 1867                          |
| GEBURTSORT       | Vichuquén                     |
| STERBEDATUM      | 6. Januar 1934                |
| STERBEORT        | Santiago de Chile             |